# Черен списък
Черен списък (на английски: blacklist; на немски: Schwarze Liste) е списък или регистър на лица или фирми, техни телефонни номера, IP-адреси и др., който обикновено се ползва за тяхното блокиране от определен вид услуга или в по-общ смисъл отказ от определени привилегии, отказ от достъп или отказ от потребяване на услугата, която може да е предлагана от тях.
Противоположно на него е "белият списък" (на английски: whitelist; на немски: Weiße Liste), който позволява на някои организации, институции и лица неща, които са иначе недостъпни, забранени или нежелателни за други.
Например блокиращи софтуерни програми позволяват на притежателя на мобилен телефон да постави лицата, които не желае да му се обаждат, в „черния“ си списък. Черните списъци също се използват в електронната поща в борбата срещу спам от централните сървъри Realtime Blackhole List(RBL), също така и от обикновените потребители. Учебни заведения могат да поставят някои адреси (като KaZaA или ICQ) в черните си списъци.

## Някои примери
- Списъци на политически противници, най-често съставяни от тайните служби и техните доносници в страни с диктаторски режим, но понякога и в демократични общества – например в САЩ, в началото на 50-те години (ера Маккарти), когато се преследват профсъюзни и политически дейци, както и интелектуалци и хора на изкуството (особено на филмовото).
- Списъци и информация, събирана от нацистите (например на евреите по време на Третия Райх), в по-ново време от неонацисти, крайно десни и крайно леви политически групировки.
- Списъци и информация, събирана от расисти, религиозни и други екстремисти (Ку-клукс-клан, Светата инквизиция в средновековието).
- Списъци и информация, събирана и разпространявана в най-различни, понякога прикрити форми (качествена оценка, статистика, категоризиране) и с най-различни цели от злонамерени лица. Най-често те целят да се компрометира нещо – например страни в света, стоки, произведения, институции, конкретни групи и отделни лица. Правата на последните в повечето страни са под защитата на конституцията и закона.